# Peñagolosa
El Peñagolosa (en valenciano, Penyagolosa) es una montaña del macizo que lleva su nombre, en la provincia de Castellón (España). Pertenece al sistema Ibérico y es el pico más alto de la provincia de Castellón (1813 m s. n. m.) y el segundo más alto de la Comunidad Valenciana, solo superado por el Cerro Calderón (1838 m s. n. m., localizado en el Rincón de Ademuz). 

## Etimología
Su nombre, como señala el escritor Joan Fuster, puede tener dos orígenes: Peña golosa y Peña colosa o colosal, siendo este último el más probable. 

## Descripción
El Peñagolosa es un elevado y bien conservado núcleo montañoso del sistema Ibérico. Culmina a los 1813 m s. n. m. en la cumbre del Peñagolosa, desde donde se domina un inmenso panorama sobre las comarcas castellonenses y las vecinas tierras de Aragón. El santuario de San Juan de Peñagolosa —importante destino de romerías— y extensos bosques de pino negral, pino albar, roble rebollo o melojo, arce orón, tejo, acebo etc. componen este magnífico paraje.

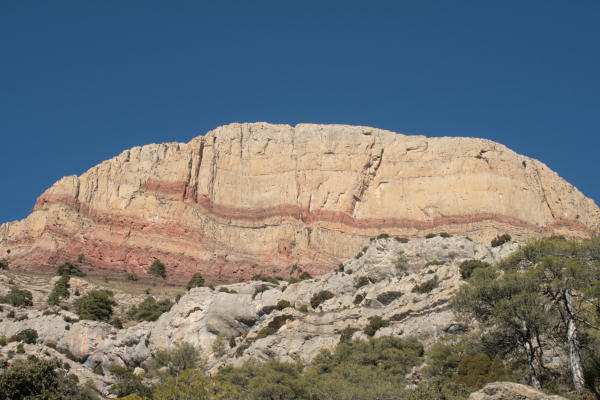
El Peñagolosa visto desde el sur, bajo las paredes de la cima

Su cumbre, consta de dos espolones o subcimas, la más occidental pertenece totalmente al término municipal de Villahermosa del Río, la oriental y un par de metros más alta es compartida, posee el vértice geodésico y marca el límite entre los términos municipales de Chodos, Vistabella del Maestrazgo y Villahermosa del Río y a su vez marca límite entre las comarcas castellonenses del Alto Mijares (al oeste y al sur) y el Alto Maestrazgo (al norte y este). Esta montaña rocosa está dividida en dos partes muy diferenciadas entre sí: la pared sur, un precipicio vertical de casi 300 metros que es punto de encuentro de escaladores, y la ladera norte, mucho más accesible y de pendiente relativamente suave. Esta última permite el acceso a la cumbre de una forma mucho más sosegada: desde un punto al que se puede acceder por la pista (sólo vehículos autorizados) que arranca un poco antes de la ermita o por el barranco de la Pegunta.

## Accesos

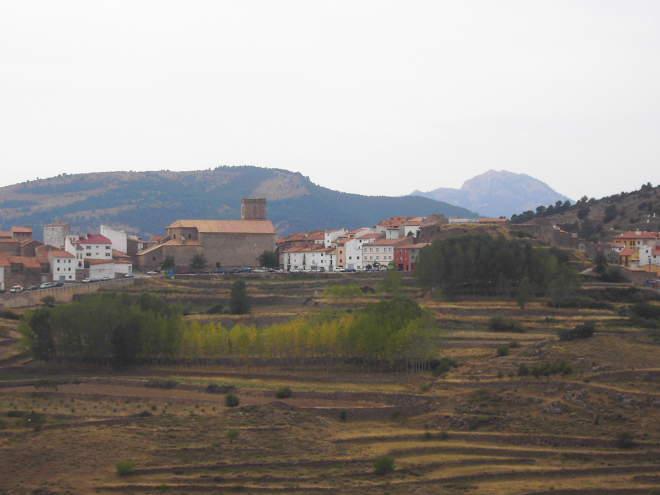
Penyagolosa (al fondo derecha) desde Vistabella del Maestrazgo

El acceso al macizo puede realizarse por la pintoresca localidad de Vistabella del Maestrazgo. Quien quiera unir esta simbólica montaña con el mar dispone del sendero de Gran Recorrido GR-33, que llega hasta Castellón de la Plana. También el GR 7 pasa por ella, en su camino entre Tarifa y el Peloponeso. De igual forma el PR-CV 79 une la población de Lucena del Cid con San Juan de Peñagolosa.